# Haworthia rossouwii
Haworthia rossouwii, abans coneguda com a Haworthia serrata, és una espècie de planta suculenta que pertany al gènere Haworthia i es classifica dins de la família de les asfodelòidies.

## Descripció i espècies relacionades
Haworthia rossouwii és una espècie més petita amb fulles estretes i acuminades, amb espines al llarg dels marges i la quilla. Les seves fulles són de color verd groguenc brillant amb algunes línies translúcides. Les flors són grans i blanques. És una espècie que prolifera lentament.
Aquesta espècie està més relacionada amb Haworthia emelyae var. multifolia, que creix molt al nord al Petit Karoo. Les formes més petites també tenen una certa semblança amb Haworthia herbacea. Es pot confondre amb exemplars de Haworthia mirabilis, especialment les varietats més pàl·lides i primes com heidelbergensis, scabra, sublineata i triebneriana. Tanmateix, Haworthia rossouwii es pot distingir per les seves fulles més estretes i nombroses, que normalment són incurvades a les puntes. També floreix més tard que l'any H. mirabilis, entre l'agost i setembre.

## Distribució i hàbitat
Haworthia rossouwii, és originari de Sud-àfrica, a la regió d'Overberg, a la província del Cap Occidental.
Generalment, creix entre les escletxes dels vessants rocosos més escarpats dels turons i entre les pedres.

## Taxonomia
Haworthia rossouwii va ser descrita per Poelln. i publicada a Kakteenkunde 1938: 75, a l'any 1938.
Etimologia
Haworthia: nom en honor del botànic britànic Adrian Hardy Haworth (1767-1833).
rossouwii: epítet en honor de Gerhard Rossouw, jardiner del Jardí Botànic Nacional de Kirstenbosch i del Jardí Karoo de Worcester.
Varietats acceptades
- Haworthia rossouwii var. rossouwii (varietat tipus)
- Haworthia rossouwii var. calcarea (M.B.Bayer) M.B.Bayer, Aloe 38: 36 (2001).
- Haworthia rossouwii var. minor (M.B.Bayer) M.B.Bayer, Haworthia Update 7(4): 36 (2012).
- Haworthia rossouwii var. petrophila (M.B.Bayer) M.B.Bayer, Aloe 38: 36 (2001).[6]